# Нојентал
Нојентал (њем. Neuental) општина је у њемачкој савезној држави Хесен. Једно је од 27 општинских средишта округа Швалм-Едер. Према процјени из 2010. у општини је живјело 3.221 становника. Посједује регионалну шифру (AGS) 6634016.

## Географски и демографски подаци
Нојентал се налази у савезној држави Хесен у округу Швалм-Едер. Општина се налази на надморској висини од 211 метара. Површина општине износи 38,6 km². У самом мјесту је, према процјени из 2010. године, живјело 3.221 становника. Просјечна густина становништва износи 83 становника/km².